# Encino (Nou Mèxic)
Encino és una població dels Estats Units a l'estat de Nou Mèxic. Segons el cens del 2000 tenia 94 habitants.

## Demografia
Segons el cens del 2000, Encino tenia 94 habitants, 43 habitatges, i 27 famílies. La densitat de població era de 18,2 habitants per km².
Dels 43 habitatges en un 30,2% hi vivien nens de menys de 18 anys, en un 53,5% hi vivien parelles casades, en un 9,3% dones solteres, i en un 34,9% no eren unitats familiars. En el 27,9% dels habitatges hi vivien persones soles el 16,3% de les quals corresponia a persones de 65 anys o més que vivien soles. El nombre mitjà de persones vivint en cada habitatge era de 2,19 i el nombre mitjà de persones que vivien en cada família era de 2,68.
Per edats la població es repartia de la següent manera: un 17% tenia menys de 18 anys, un 4,3% entre 18 i 24, un 25,5% entre 25 i 44, un 31,9% de 45 a 60 i un 21,3% 65 anys o més.
L'edat mediana era de 46 anys. Per cada 100 dones de 18 o més anys hi havia 105,3 homes.
La renda mediana per habitatge era de 22.679 $ i la renda mediana per família de 28.250 $. Els homes tenien una renda mediana de 29.375 $ mentre que les dones 22.083 $. La renda per capita de la població era de 12.191 $. Cap de les famílies i el 2,2% de la població estaven per davall del llindar de pobresa.

## Poblacions més properes
El següent diagrama mostra les poblacions més properes.